# Aesculus glabra
Aesculus glabra är en kinesträdsväxtart som beskrevs av Carl Ludwig von Willdenow. Aesculus glabra ingår i släktet hästkastanjer, och familjen kinesträdsväxter. Utöver nominatformen finns också underarten A. g. arguta.